# My Best Girl

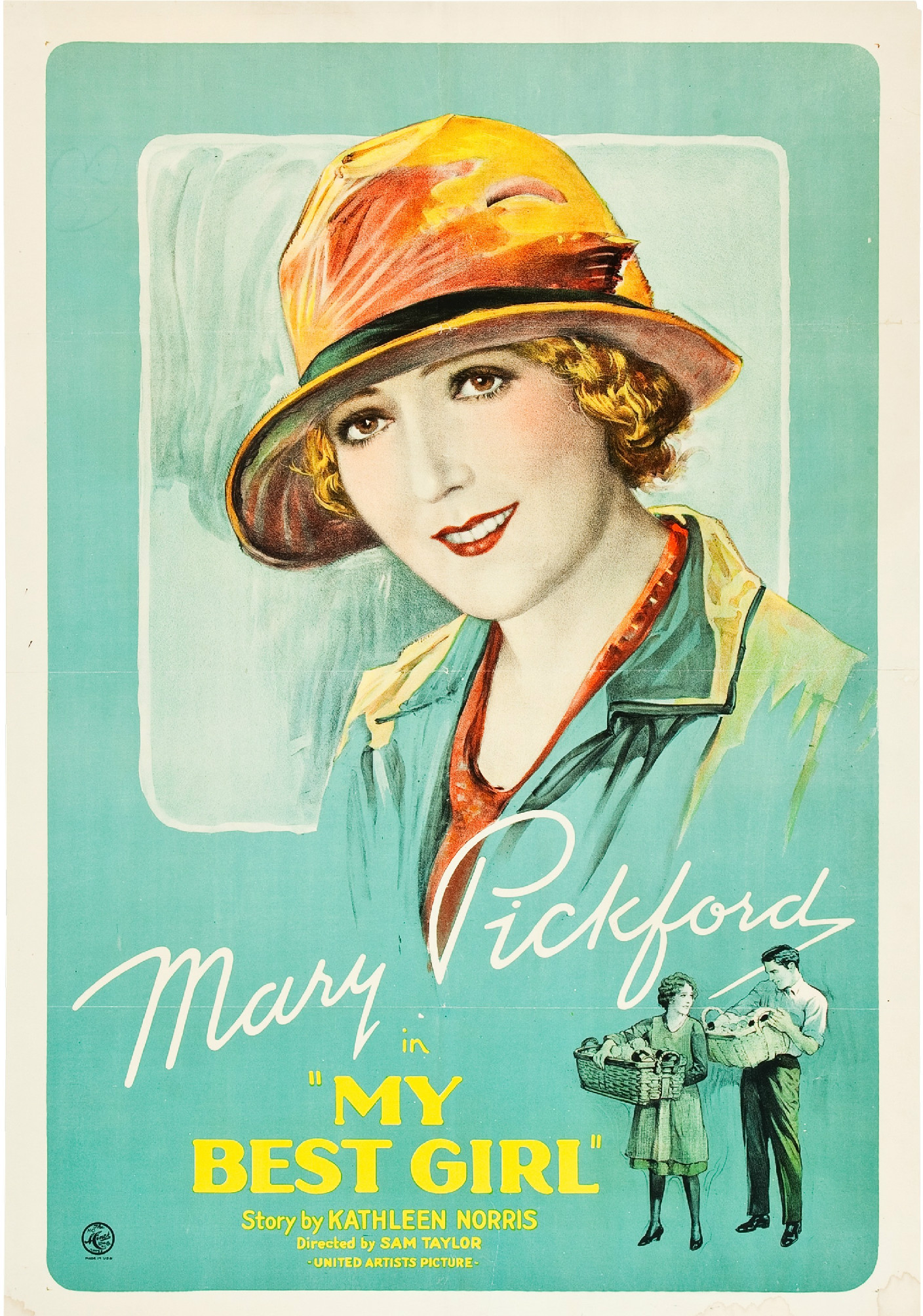
Pòster de la pel·lícula

My Best Girl és una pel·lícula muda dirigida per Sam Taylor i protagonitzada per Mary Pickford i Charles "Buddy" Rogers. Produïda per Mary Pickford, va ser distribuïda per la United Artists. La parella protagonista s’enamoraria durant el rodatge i s’acabarien casant anys més tard, el 1937, quan Pickford aconseguí el divorci de Douglas Fairbanks. Basada en la novel·la homònima de Kathleen Norris (1927) adaptada per Hope Loring, es va estrenar el 31 d’octubre de 1927.

## Argument
Joseph Merrill el fill d’un ric empresari treballa en uns magatzems d'articles barats propietat del pare amb un nom fals, 'Joe' Grant, per tal d’entrenar-se per quan prengui responsabilitats en el negoci. Maggie, és una dependenta dels magatzems i s'enamora de Joe. Aquest deixa Millicent, la seva promesa, per ella. Assabentat de la situació, el pare del noi, Robert Merrill, intenta comprar Maggie per a que deixi el seu fill però ella ho refusa. Tot i això, pensant que el millor per al noi és que l’abandoni, Maggie li vol fer creure que ella és una caça-fortunes, cosa que convenç el pare del valor de Maggie per lo que accepta que es casin.

## Repartiment
- Mary Pickford (Maggie Johnson)
- Charles "Buddy" Rogers ('Joe' Grant (Joseph Merrill))
- Sunshine Hart (Ma Johnson)[5]
- Lucien Littlefield (Pa Johnson)
- Carmelita Geraghty (Elizabeth 'Liz' Johnson)
- Hobart Bosworth (Robert E. Merrill, pare de Joe)
- Evelyn Hall (Esther Merrill, mare de Joe)
- Avonne Taylor (Millicent Rogers)
- Mack Swain (el jutge)
- William Courtright[6]
- Harry Walker
- Frank Finch-Smiles
- Carole Lombard (dependenta, no surt als crèdits)

## Producció
Amb "My Best Girl", Pickford, que també actuà com a productora, va fer el salt definitiu a rols de dona adulta, després d'haver interpretat nenes i noies joves fins als trenta anys, tallant-se la seva llarga melena rinxolada. Per a aquesta darrera pel·lícula muda, l’actriu va seleccionar Sam Taylor, que havia dirigit diverses comèdies de Harold Lloyd com a director i Charles Rosher, que havia il·luminat com a càmera el rostre de l’actriu en els primers plans de múltiples pel·lícules. En els darrers anys, Rosher havia estat un col·laborador important de Murnau passant un any a Alemanya observant la producció de "Faust" (1926) i posteriorment fotografiant “Sunrise” (1927) amb Karl Struss. S’ha apuntat que la pel·lícula és com una baula perduda entre Harold Lloyd i Murnau. La mateixa Mary va seleccionar el coprotagonista, Buddy Rogers, entre desenes d'aspirants (i més tard s’hi casaria després de divorciar-se de Douglas Fairbanks). Es va haver de construir un conjunt de dues mançanes que representava un districte comercial del centre, amb edificis de cinc pisos, vies de tramvia i voreres que va costar 120.000 dòlars. Es van requerir vint-i-dos camions carregats de mercaderies per a les escenes dels magatzems. Una seqüència nocturna plujosa, que fou tintada de blau, va requerir 100.000 litres d'aigua per empapar el repartiment. Charles Rosher va fer fabricar una lent especial per a retrats a Alemanya perquè pogués fotografiar l'estrella amb un enfocament curt però produir un efecte estereoscòpic.